# 2019年の気象・地象・天象
2019年の気象・地象・天象（2019ねんのきしょう・ちしょう・てんしょう）では、2019年の気象・地象・水象・天象に関する出来事について記述する。
2018年の気象・地象・天象 - 2019年の気象・地象・天象 - 2020年の気象・地象・天象

## 気象

### 通年
- オーストラリア森林火災 (2019年-2020年)

### 1月
- 1月1日 - 台風1号（パブーク）が1951年の観測開始以来初めて、元日に発生する[2][3]。
- 1月4日 - 台風1号（パブーク）がタイ南部に上陸[4]。
- 1月5日 - 台風1号（パブーク）が、気象庁の監視範囲の東経100度を越え、IMDの監視範囲に入りサイクロンとなる[5][6]。
- 1月12日 - 東京都の都心で初雪を観測した[7]。
- 1月22日 - インドネシア南スラウェシ州で豪雨が発生し、68人以上が死亡[8]。

### 2月
- 2月1日 - パキスタンで豪雨が発生し、140人以上が死亡。
- 2月20日 - 台風2号（ウーティップ）が発生[9][10]。
- 2月25日 - 台風2号が、「猛烈な」勢力になった。2月中に猛烈な勢力になったのは観測史上初[11][12]。

### 3月
- 3月16日 - インドネシアパプア州で豪雨が発生し、113人以上が死亡。[13]
- 3月19日 - イランで豪雨が発生し、77人以上が死亡、700人以上が負傷[14]。

### 4月
- 4月17日 - 北海道で本年初の夏日を観測。この日に北海道で夏日を観測するのは、2003年に並んで一番早い[15]。
- 4月18日 - 南アフリカ・クワズール・ナタール州で豪雨、85人以上が死亡[16]。
- 4月20日 - ベトナム・ハティン省・フオンケー県で気温43.4℃を記録、同国観測史上最高記録を更新[17]。

### 5月
• 5月26日 - 北海道佐呂間町で39.5℃を観測。1993年5月13日に埼玉県秩父市で観測された日本の5月歴代最高気温37.2℃を2.3℃更新

### 6月
- 6月27日 - 台風3号（セーパット）が発生[19]。
- 6月28日 - フランス・ガール県で気温46.0℃を記録、同国観測史上最高記録を更新[20]。
- 6月29日 - 梅雨前線と低気圧の影響で九州地方で大雨となった[21]、大雨は長期間続き、鹿児島県・熊本県、宮崎県では、土砂災害が38か所確認された[22]。また、川の堤防の決壊なども発生し、110万人以上の人に避難指示が出された[23]。鹿児島県では、2人が死亡、5人が軽傷を負い、232棟の住宅で浸水や半壊などの被害が発生した[24]。
- 6月30日
  - メキシコ・ハリスコ州・グアダラハラで雹が降り積もった[25]。
  - キューバ・グランマ州で気温39.1℃を記録、同国観測史上最高記録を更新。

### 7月
- 7月2日 - 台風4号（ムーン）が発生[26]。
- 7月11日 - ネパールで豪雨が発生し、117人が死亡、80人以上が負傷[27]。
- 7月25日 - ドイツで42.6℃、イギリスで気温38.7℃などヨーロッパの各地で観測史上最高記録を更新[28]。

### 8月
- 8月2日 - 台風8号（フランシスコ）が発生[29]。日本に上陸後、大分県で1人が死亡、5人が負傷した[30]。
- 8月4日 - 台風9号（レキマー）が発生[31]。沖縄県で6人が負傷した[32]。
- 8月6日 - 台風10号（クローサ）が発生[33]。2人が死亡し、58人が負傷した[34]。
- 8月15日 - 新潟県の各地で最低気温30℃以上を記録、糸魚川市の31.3℃は国内観測史上最高記録を更新[35]。
- 8月27日 - 8月29日 - 線状降水帯により、九州北部で豪雨となった。28日早朝に気象庁は佐賀県、福岡県、長崎県の市町村に大雨特別警報を発表した[36]。武雄市で3人、八女市で1人が死亡。2人が負傷。床下浸水の被害が多く発生した[37]。

### 9月
- 9月2日 - カテゴリー5のハリケーン・ドリアンがバハマに接近し、43人以上が死亡するなど、壊滅的被害があった[38]。
- 9月2日 - 台風13号（レンレン）が発生[39]。6人が負傷した[40]。
- 9月5日 - 台風15号（ファクサイ）が発生[41]。
- 9月9日 - 台風15号が千葉県千葉市付近に上陸。3人が死亡、150人が負傷するなど関東地方に大きな被害をもたらした[42]。
- 9月19日 - 台風17号（ターファー）が発生[43]。この台風で2人が死亡、69人が負傷した[44]。
- 9月28日 - 台風18号（ミートク）が発生[45]。10人が負傷した[46]。

### 10月
- 10月6日 - 台風19号（ハギビス）が発生[47]。日本各地に甚大な被害をもたらした。
- 10月12日 - 15時半に静岡県、神奈川県、東京都、埼玉県、群馬県、山梨県、長野県、19時50分に茨城県、栃木県、新潟県、福島県、宮城県に大雨特別警報が発令された[48]。
- 10月13日  - 0時40分に岩手県にも大雨特別警報が発令される。計、1都12県に大雨特別警報が発表された。86人が死亡、373人が負傷、3人が行方不明となっている[48]。
- 10月25日 - 千葉県を中心に集中豪雨が発生。13人が死亡、8人が負傷した[48]。

### 11月
- 11月10日 - イタリア・ベネツィアで記録的な高潮（アックア・アルタ）[49]。
- 11月16日 - パキスタンで落雷が多発生し、18人以上が死亡[50]。
- 11月26日 - 台風第28号（カンムリ）が発生[51]。
- 11月26日 - コンゴ民主共和国の首都キンシャサで豪雨が発生し、41人が死亡[52]。

### 12月
- 12月5日 - ブルンジで豪雨が発生し、26人以上が死亡。

## 地象

### 1月
- 1月1日 - アナク・クラカタウ島が噴火[53]。
- 1月3日 - 熊本県熊本地方を震源とする地震が発生。Mj5.1、最大震度6弱。4人が負傷し、複数の建物が被害[54]。

### 2月
- 2月21日 - 北海道胆振地方中東部を震源とする地震が発生。Mj5.8、最大震度6弱。6人が負傷し、一部の建物が被害[55]。

### 4月
- 4月18日 - 台湾の花蓮県を震源とするM6.1の地震が発生。17人が負傷[56]。
- 4月22日 - フィリピンでマグニチュードの6.1地震が発生し、18人が死亡[57]。

### 5月
- 5月10日 - 日向灘を震源とする地震が発生。Mj6.3、最大震度5弱。2人が負傷し、配水管に穴が開くなどの被害が発生[58][59]。
- 5月26日 - ペルー北部でマグニチュード8.0の地震が発生し、2人が死亡[60]。

### 6月
- 6月17日 - 中国・四川省でマグニチュード5.8の地震が発生し、13人が死亡[61]。
- 6月18日 - 山形県沖を震源とする地震が発生。Mj6.7、最大震度6強。36人が負傷し[62]、上越新幹線・東北新幹線・北陸新幹線や特急列車が一時運転を見合わせるなどの影響が出た[63]。

- 6月27日 - パプアニューギニアのウラウン山が噴火[64]。

### 7月
- 7月5日 - アメリカ・カリフォルニア州・リッジクレスト（英語版）でマグニチュード7.1の地震が発生し、1人が死亡[65]。
- 7月14日 - インドネシア・北マルク州でマグニチュード7.2の地震が発生し、14人が死亡[66]。

### 8月
- 8月4日 - 福島県沖を震源とするマグニチュード6.4の地震が発生。石巻市、亘理町、双葉町で最大震度5弱を観測。相馬市で1人が負傷した[67]。

### 9月
- 9月24日 - パキスタンでマグニチュード5.6の地震が発生し、40人が死亡、850人以上が負傷[68]。
- 9月26日 - インドネシアのアンボン島でマグニチュード6.5の地震が発生し、41人が死亡、1500人以上が負傷[69]。

### 10月
- 10月29日・31日 - フィリピンでマグニチュード6.6と6.5の地震が発生し、24人が死亡[70]。

### 11月
- 11月26日 - アルバニアで地震が発生し、52人が死亡、3000人以上が負傷[71]。

### 12月
- 12月15日 - フィリピンでマグニチュード6.8の地震が発生し、13人が死亡、210人以上が負傷[72]。
- 12月19日 - ニュージーランド・北島の北東に位置するホワイト島が噴火し、19人が死亡、28人が負傷[73]。

## 天象

### 1月
- 1月6日 - 日本全国で部分日食を観測[74]

### 7月
- 7月2日 - （現地時間）チリやアルゼンチンの一部地域などで皆既日食を観測[75]。

### 8月
- 8月30日 - 史上2例目となる恒星間天体が発見され、ボリソフ彗星 (2I/Borisov)と命名された[76]。

### 12月
- 12月26日 - 中東から東南アジアまでの各地で金環日食が観測された[77]。